# Tyngdlyftning vid olympiska sommarspelen 1956
De olympiska tävlingarna i tyngdlyftning 1956 avgjordes mellan den 23 och 26 november i Melbourne. 105 deltagare från 34 länder tävlade i sju grenar.

## Medaljörer
| Gren                | Guld                              | Silver                           | Brons                    |
| 56 kg Detaljer...   | Charles Vinci USA                 | Vladimir Stogov Sovjetunionen    | Mahmoud Namdjou Iran     |
| 60 kg Detaljer...   | Isaac Berger USA                  | Jevgenij Minajev Sovjetunionen   | Marian Zieliński Polen   |
| 67,5 kg Detaljer... | Ihor Rybak Sovjetunionen          | Ravil Khabutdinov Sovjetunionen  | Kim Chang-Hee Sydkorea   |
| 75 kg Detaljer...   | Fjodor Bogdanovskij Sovjetunionen | Peter George USA                 | Ermanno Pignatti Italien |
| 82,5 kg Detaljer... | Tommy Kono USA                    | Vasīlijs Stepanovs Sovjetunionen | James George USA         |
| 90 kg Detaljer...   | Arkadij Vorobjov Sovjetunionen    | Dave Sheppard USA                | Jean Debuf Frankrike     |
| +90 kg Detaljer...  | Paul Anderson USA                 | Humberto Selvetti Argentina      | Alberto Pigaiani Italien |

## Medaljtabell
| Pl.    | Nation        | Guld | Silver | Brons | Totalt |
| ------ | ------------- | ---- | ------ | ----- | ------ |
| 1      | USA           | 4    | 2      | 1     | 7      |
| 2      | Sovjetunionen | 3    | 4      | 0     | 7      |
| 3      | Argentina     | 0    | 1      | 0     | 1      |
| 4      | Italien       | 0    | 0      | 2     | 2      |
| 5      | Frankrike     | 0    | 0      | 1     | 1      |
| 5      | Iran          | 0    | 0      | 1     | 1      |
| 5      | Polen         | 0    | 0      | 1     | 1      |
| 5      | Sydkorea      | 0    | 0      | 1     | 1      |
| Totalt | Totalt        | 7    | 7      | 7     | 21     |